# Casey Dunning
Casey Dunning (Calgary, 18 giugno 1980) è un ex rugbista a 15 e allenatore di rugby a 15 australiano di origine canadese, internazionale per il Canada, dal 2010 nello staff tecnico del Nelson Bay, squadra del campionato provinciale del Nuovo Galles del Sud.

## Biografia
Nato in Canada, crebbe in Australia a Sydney insieme a suo fratello Matt, in seguito internazionale anch'egli, ma per l'Australia.
All'inizio della sua attività agonistica fu in Canada, nella Columbia Britannica nelle file dei Castaway Wanderers e, a seguire, nel Canada West, franchigia di Vancouver.
Potendo scegliere la Federazione di appartenenza, optò per quella di nascita e nel 2005 esordì in Nazionale canadese in Churchill Cup contro gli Stati Uniti; disputò i suoi unici match internazionali tutti in quell'anno, ivi compresa una prestigiosa vittoria 22-15 sui Pumas dell'Argentina nella sua città natale, a Calgary.
Nel 2006 ebbe il suo primo contatto con il rugby europeo, nelle file dei Pertemps Bees di Birmingham, nella RFU Championship inglese: tuttavia il suo impegno con il club di seconda divisione durò pochi mesi, perché nel dicembre di quell'anno si ruppe una caviglia; nel 2007 disputò un incontro da professionista nelle file dei London Irish in Guinness Premiership, ingaggiato a termine per far fronte alla penuria di giocatori prestati alle Nazionali impegnati alla Coppa del Mondo di rugby 2007 in Francia; tornato in Australia militò nel 2008 nel Northern Suburbs e, nel 2009, nel Nelson Bay, dove, per infortunio, interruppe la carriera nel 2009.
Dal 2010 è nello staff tecnico dello stesso club.